# Luisa Massarani
Luisa Massarani est une journaliste et chercheuse de la science de la communication brésilienne. Elle travaille au Centre d'études de la diffusion scientifique du Musée de la Vie, à l'Institut Oswald-Cruz, et est la coordinatrice du portail latino-américain de journalisme scientifique SciDev.Net. Elle est également directrice exécutive du Réseau de vulgarisation des sciences et de la technologie en Amérique latine et dans les Caraïbes (RedPOP), qui bénéficie du soutien de l'Unesco.
En 2016, elle reçoit le Prix José Reis de diffusion scientifique et technologique. Le prix lui est décerné, selon le rapport officiel du jury, «compte tenu de la qualité et de la pertinence de son travail, de son expérience et de sa trajectoire professionnelle, et en reconnaissance de sa contribution à la promotion et à la vulgarisation de la science, de la technologie et de l'innovation». En 2015, elle reçoit le Prix Mercosul pour la science et la technologie, en raison de son travail dans la création d'un réseau de communicateurs et de chercheurs en communication scientifique en Amérique latine.